# Reino Börjesson
Reino Börjesson (Partille, Suecia, 4 de febrero de 1929-Partille, Suecia, 21 de octubre de 2023) fue un futbolista sueco que jugaba como centrocampista.
Su padre Erik también fue futbolista, y su madre Hilja era una inmigrante finlandesa.

## Selección nacional
Fue internacional con la selección sueca en diez ocasiones y convirtió tres goles. Fue miembro de la legendaria selección sueca que llegó a la final de la Copa del Mundo de 1958, siendo derrotada por el Brasil de Pelé, Didí, Vavá, Zagallo, Garrincha, Altafini y compañía por cinco goles a dos.

### Participaciones en Copas del Mundo
| Mundial                        | Sede   | Resultado  | Partidos | Goles |
| ------------------------------ | ------ | ---------- | -------- | ----- |
| Copa Mundial de Fútbol de 1958 | Suecia | Subcampeón | 4        | 0     |

## Clubes
| Club         | País   | Año       |
| ------------ | ------ | --------- |
| Jonsereds IF | Suecia | 1948-1950 |
| IFK Göteborg | Suecia | 1950-1953 |
| Norrby IF    | Suecia | 1953-1958 |
| Örgryte IS   | Suecia | 1959-1961 |